# Equisetum × moorei
Equisetum × moorei là một loài dương xỉ trong họ Equisetaceae. Loài này được Newman mô tả khoa học đầu tiên.

## Hình ảnh

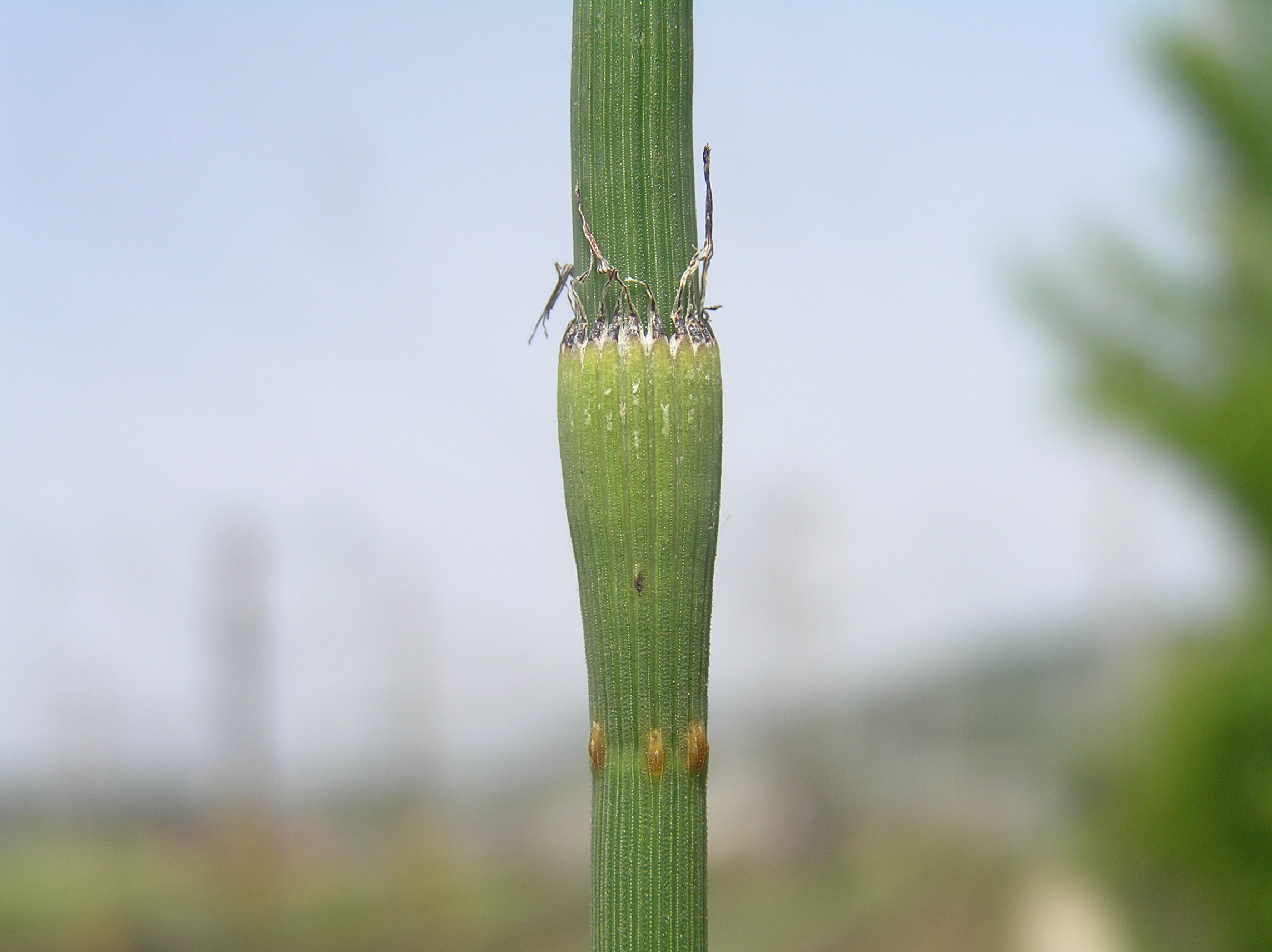
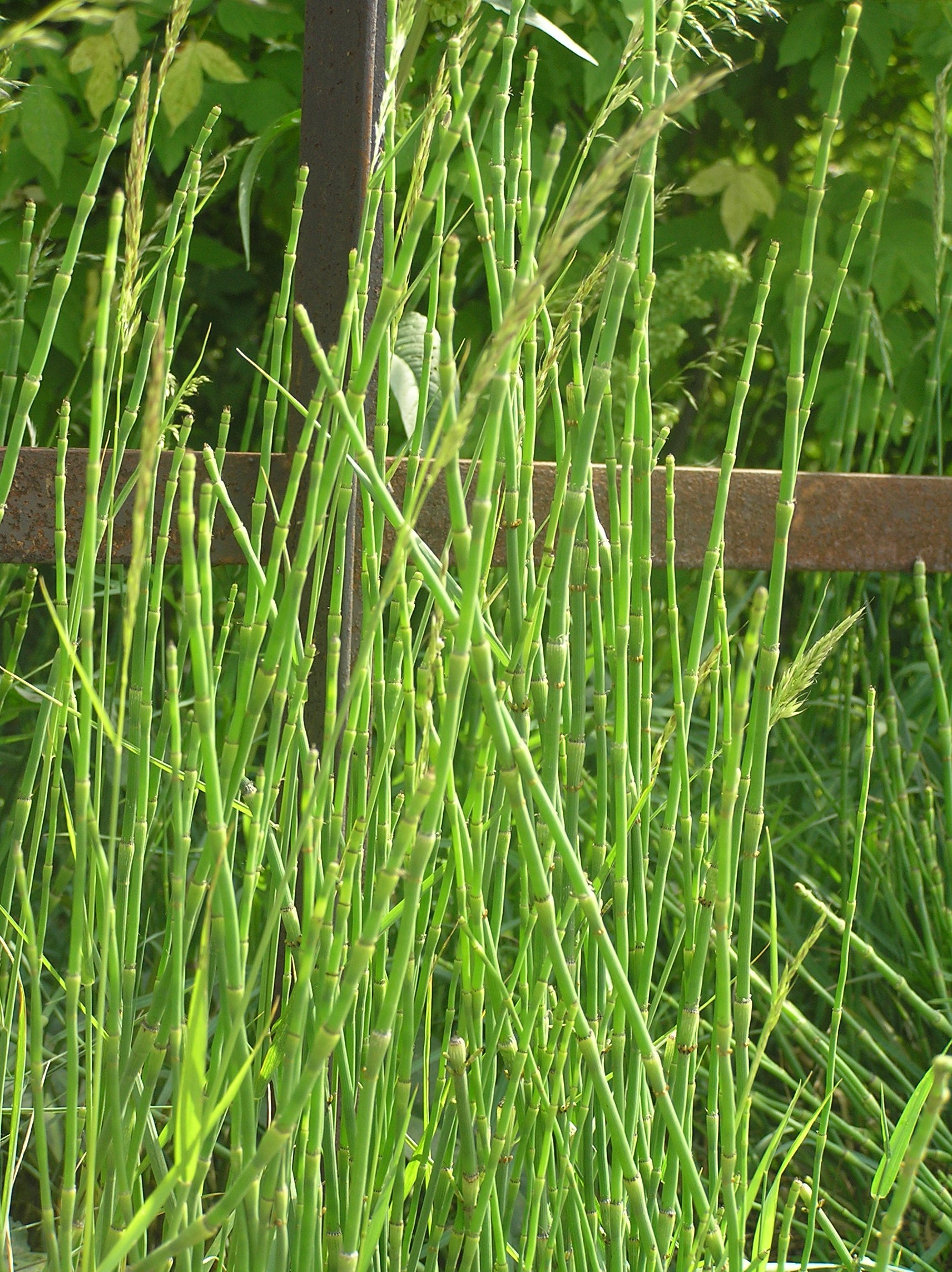
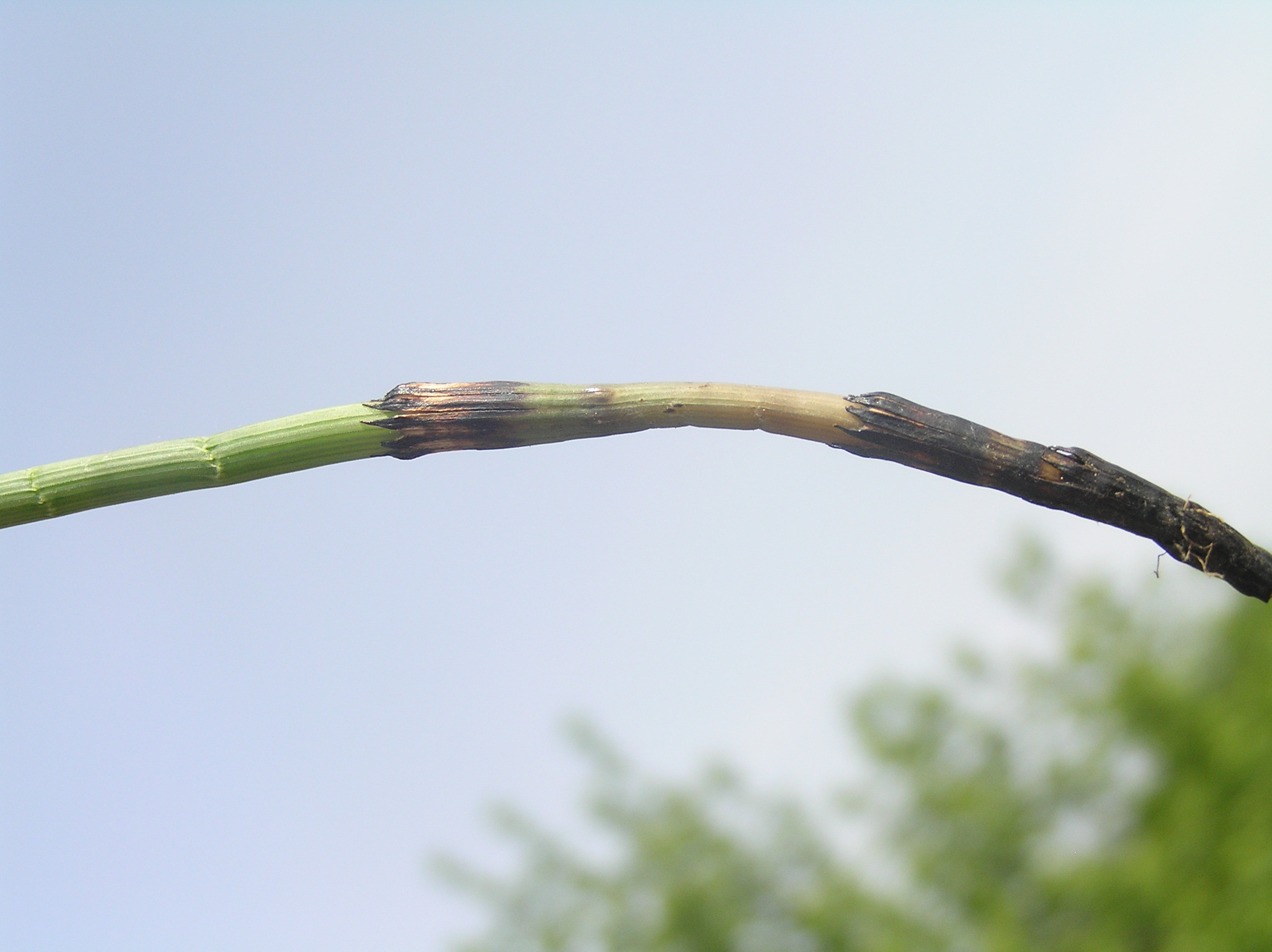